# Rat für Innovation und Wachstum
Der Rat für Innovation und Wachstum war ein informelles Beratungsgremium für die Bundeskanzlerin Angela Merkel in allen Innovationsfragen. Er hatte Bestand vom 24. Mai 2006 bis zum 28. April 2008 und war der Nachfolger des Gremiums Partner für Innovation, das Gerhard Schröder ins Leben rief.
In seiner letzten Sitzung wurde eine neue Beratungsstruktur diskutiert. Die Bundesministerien BMBF und BMWi sollen gemeinsam mit Acatech einen Konzeptvorschlag für eine neue Beratungsstruktur für die Bundesregierung erarbeiten.
Die 13 Mitglieder wurden von der Bundeskanzlerin berufen. Heinrich von Pierer leitete den Rat, dem führende Persönlichkeiten aus Wirtschaft und Wissenschaft angehörten. Er tagte nicht öffentlich in vier Arbeitskreisen:
- Patente
- Unternehmensgründungen
- Mittelstand
- Austauschprozess (Gemeint ist die Vernetzung von Wirtschaft, Wissenschaft und Staat)

## Ratsmitglieder

### Seitens der Bundesregierung
- Bundeskanzlerin Angela Merkel
- Bundesminister Thomas de Maizière (Bundeskanzleramt)
- Bundesminister Michael Glos (Wirtschaft und Technologie)
- Bundesministerin Annette Schavan (Bildung und Forschung)

### Aus Wirtschaft und Wissenschaft
- Heinrich von Pierer, Vorsitzender des Aufsichtsrates der Siemens AG
- Patrick Adenauer, Geschäftsführer Bauwens GmbH & Co. KG und Präsident der Arbeitsgemeinschaft Selbständiger Unternehmer (ASU)
- Hans-Jörg Bullinger, Präsident der Fraunhofer-Gesellschaft
- Peter Gruss, Präsident Max-Planck-Gesellschaft
- Henning Kagermann, Sprecher des Vorstandes der SAP AG
- Nicola Leibinger-Kammüller, Vorsitzende der Geschäftsführung der Trumpf GmbH & Co. KG
- Joachim Milberg, Präsident von acatech – Deutsche Akademie der Technikwissenschaften und Vorsitzender des Aufsichtsrats der BMW AG
- Otto-Michael Militzer, Vorstandsvorsitzender der MITEC Automotive AG
- Paul Nolte, Inhaber des Lehrstuhl für Neuere Geschichte an der FU Berlin
- August-Wilhelm Scheer, Vorstandsvorsitzender der IDS Scheer AG
- Ekkehard Schulz, Vorstandsvorsitzender der ThyssenKrupp AG
- Werner Wenning, Vorstandsvorsitzender der Bayer AG
- Dieter Zetsche, Vorstandsvorsitzender der DaimlerChrysler AG